# Ваулін Петро Кузьмович
Петро́ Кузьми́ч Вау́лін (* 1870 — † 1943) — російський хімік-технолог, художник-кераміст. Дід (по матері) композитора Андрія Петрова.

## Біографічні відомості

Меморіальна дошка на стіні гончарної слави в Опішні

Петро Ваулін народився 1870 року на Уралі.
У 1890—1904 роках працював у керамічній майстерні Сави Мамонтова в Абрамцево (під Москвою).
1906 року організував художньо-промислові майстерні в Кікеріно під Санкт-Петербургом (нині Волосовський район Ленінградської області).
Від 1918 року — комісар порцелянового заводу імені Михайла Ломоносова, одночасно до 1930 року — технічний директор заводу «Горн» в Кікеріно, неподалік Петрограда.
Від 1930 року був консультантом порцелянового заводу «Пролетарій».

## Творчість
Основні роботи:
- декоративне облицювання порталу бібліотеки Інституту експериментальної медицини (1911—1913),
- панно на фасаді доходного будинку Захарових (1912—1913; Санкт-Петербург, Клінський проспект, 17),
- облицювання порталу та куполу Соборної мечеті (1910—1917) та ін.

Автор праць із технології керамічного виробництва.

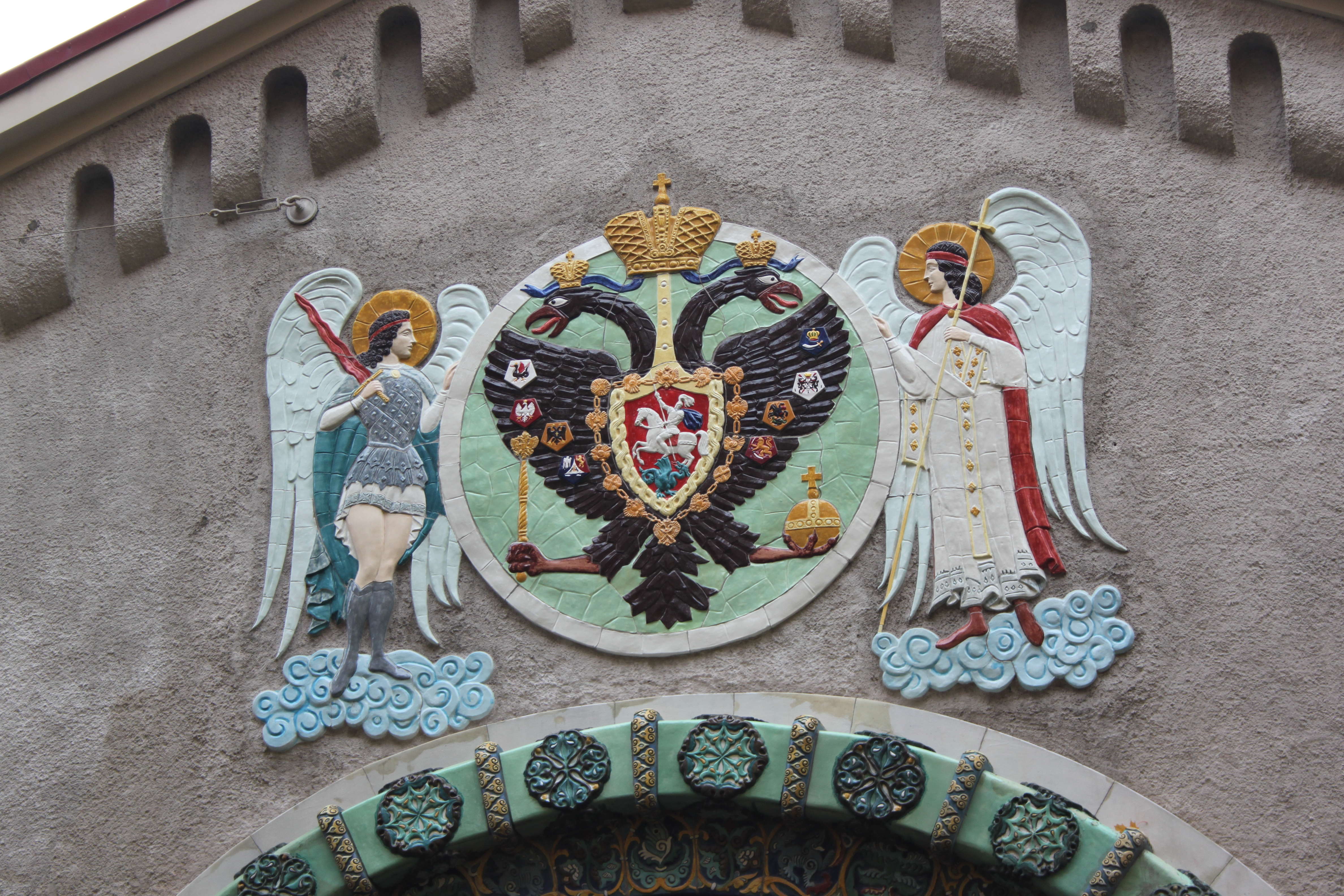
порталу бібліотеки Інституту експериментальної медицини
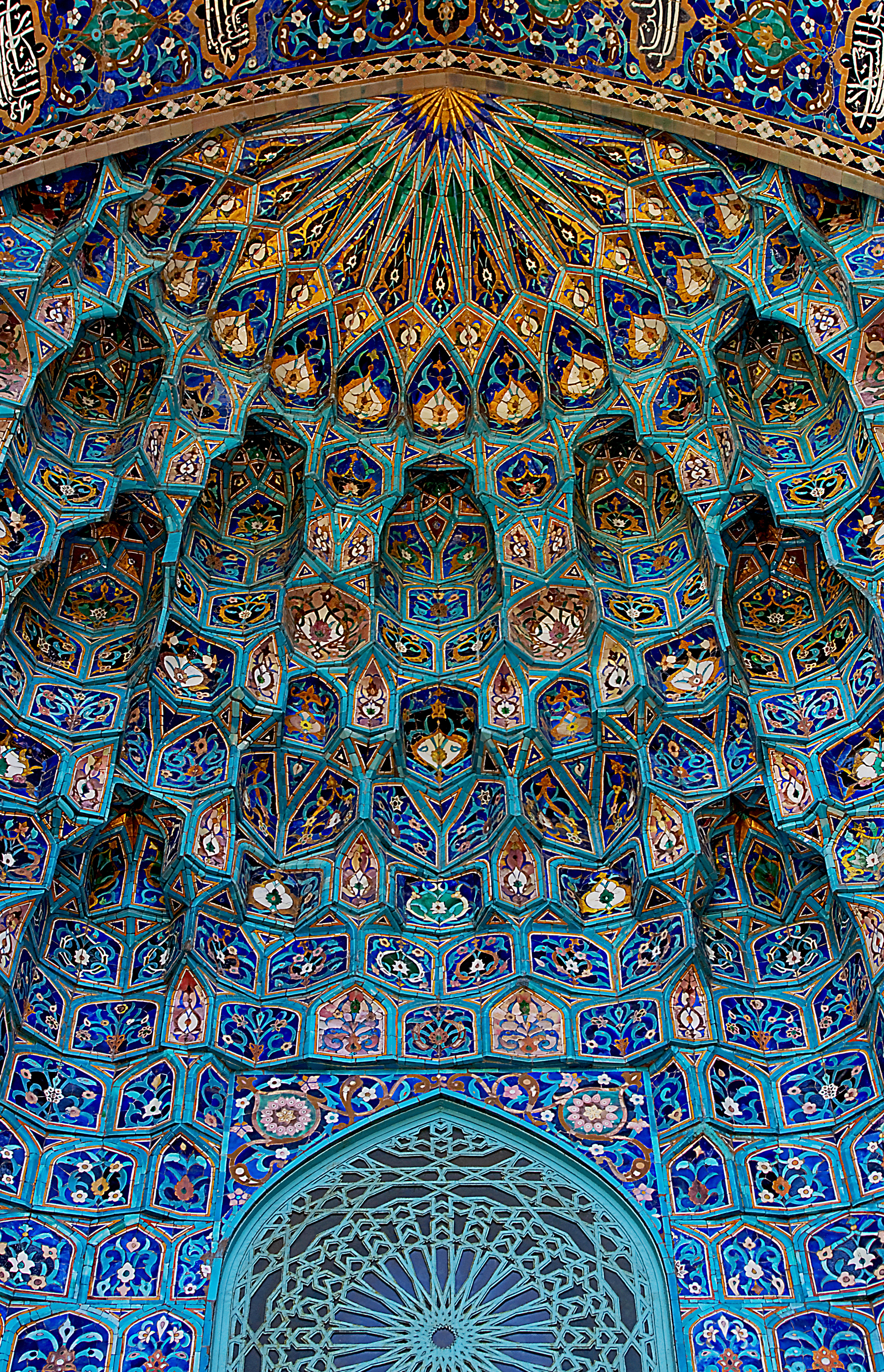
Соборної мечеті